# Li Ning
Li Ning, (em chinês: tradicional 李寧 simplificado 李宁) (em Pinyin: Lǐ Níng), (Liuzhou, 8 de setembro de 1963) é um ex-ginasta e medalhista olímpico chinês. 
Ning foi polimedalhista nas Olimpíadas de Los Angeles, ao conquistar três ouros, duas pratas e um bronze, este no concurso geral. Em mundiais, é detentor de onze medalhas conquistadas em quatro edições, entre elas quatro ouros. Em duas participações nos Jogos Asiáticos, arquivou dez medalhas.
Em 2000, fora inserido no International Gymnastics Hall of Fame, ao lado de Maxi Gnauck, Ecaterina Szabó e Haruhiro Yamashita. Li foi o responsável por acender a pira olímpica nos Jogos Olímpicos de 2008 em Pequim.

## Carreira
Li iniciou-se na ginástica sob os cuidados do treinador Zhang Jian. Aos dez anos, participou de sua primeira disputa gímnica em nível nacional, o Campeonato Chinês Júnior, no qual encerrou como primeiro colocado no solo. Sete anos mais tarde, já na categoria sênior, competiu novamente o Nacional e conquistou a medalha de bronze na disputa geral. Em 1981, estreou internacionalmente, representando a China, no Mundial de Moscou, no qual, aos dezoito anos, tornou-se medalhista de bronze na disputa coletiva. Mais tarde, na Universíada de Verão do mesmo ano disputada em Bucareste,na Romênia, conquistou duas medalhas de ouro individuais em três finais disputadas: solo e argolas. No evento da competição individual geral, não ultrapassou a quinta posição.
Em 1982, Ning disputou três importantes competições para sua carreira e em todas arquivou medalhas. No Nacional Chinês, tornou-se, pela primeira vez, o campeão geral, além de medalhista de ouro no cavalo com alças e nas argolas, e de prata, nas barras paralelas. Dos Jogos Asiáticos de Nova Deli, sua estreia continental, saiu-se campeão por equipes e em três das quatro finais individuais disputadas: no concurso geral, superou o compatriota Tong Fei; no cavalo com alças, fez parte de um tríplice empate ao lado do companheiro de equipe Li Xiaoping e do norte-coreano Li Chol-Hon; nas argolas, também empatou na primeira posição; e, nas barras paralelas, fora superado pelo japonês Koji Gushiken. Como último compromisso internacional daquela temporada, deu-se a Final da Copa do Mundo de Zagreb, na Alemanha, na qual também fora campeão do individual geral, após conquistar medalhas em todos os aparelhos durante as preliminares, com destaque para cinco ouros em seis possíveis. No ano posterior, tornou-se bicampeão nacional e disputou sua segunda edição mundial, o Campeonato de Budapeste, na Hungria, no qual tornou-se polimedalhista ao ajudar a equipe a conquistar a medalha de ouro coletiva, a frente da seleção soviética de Vladimir Artemov e Yuri Korolev, e três por aparelhos - bronze no solo e nas argolas e prata no salto sobre o cavalo.
Em 1984,a República Popular da China participou dos Jogos Olímpicos de Verão pela primeira vez,o que lhe deu a sua única oportunidade de competir nos Jogos, em Los Angeles 1984,ao final Ning terminou a competição com 6 medalhas (3 ouros,2 pratas e 1 bronze).Na prova por equipes,o time chinês foi apenas superado pela seleção estadunidense de Bart Conner. No concurso geral, fora o terceiro ranqueado atrás do japonês Koji Gushiken e do norte-americano Peter Vidmar. Nos aparelhos, foi o campeão do solo, das argolas e do cavalo com alças. No ano seguinte, participou de sua terceira edição mundial, o Campeonato de Montreal, no Canadá. Na ocasião, conquistou a prata coletiva e três medalhas individuais: das argolas, saiu-se vencedor em empate com o soviético Yuri Korolev; no cavalo com alças, foi o segundo colocado; e no solo, o terceiro. Apesar de ir as finais da barra fixa e do individual geral, não conquistou medalhas, ao encerrar os eventos em quarto e quinto lugares.
Em 1986, participou pela segunda vez dos Jogos Asiáticos,agora disputados em Seul,na Coreia do Sul, nos quais tornou-se bicampeão do geral individual e das argolas, além de campeão por equipes e do solo e vice-campeão do cavalo e da barra fixa. No evento seguinte, a Final da Copa do Mundo realizada em Pequim , também tornou-se, ao empatar em primeiro com o soviético Yury Korolev, bicampeão geral. Em 1987, ao competir em seu último Mundial, o Campeonato de Roterdã, nos Países Baixos, conquistou duas medalhas de prata: por equipes e nas argolas. No cavalo com alças, foi o sétimo colocado.
Após um ciclo vitorioso nos últimos anos,Ning era visto como um dos grandes favoritos a conquista de medalhas nos Jogos Olímpicos de Verão de 1988 que também foram disputados em Seul. Contudo,a grande pressão sofrida em busca de resultados e um desgaste emocional resultante disto,o fizeram permanecer na equipe nacional chinesa,já que até então não havia uma renovação no grupo fizeram com que Ning permanecesse na equipe,mesmo depois de anunciar a sua aposentadoria por causa de uma lesão que já havia se tornado crônica e que piorou durante a disputa da prova por equipes. No entanto, ele cometeu uma série de erros não propositais durante as classificatórias e foi severamente execrado pela opinião pública chinesa,já que estava considerado "fora de forma".Se denota também que a sua aposentadoria precoce também foi resultado de diversas ameaças de morte ao longo de sua carreira.
Casado com a também ginasta olímpica Chen Yongyan, tornou-se um empresário bem-sucedido em seu país. No ano 2000, o ex-ginasta fora introduzido no International Gymnastics Hall of Fame por seus feitos mundiais e olímpicos.

## Principais resultados
| Ano  | Evento                                    | AA                | Equipe            | Solo              | Cavalo com alças | Argolas           | Salto sobre o cavalo | Barras paralelas | Barra fixa       |
| ---- | ----------------------------------------- | ----------------- | ----------------- | ----------------- | ---------------- | ----------------- | -------------------- | ---------------- | ---------------- |
| 1973 | Campeonato Nacional Chinês (júnior)       |                   |                   | Medalha de ouro   |                  |                   |                      |                  |                  |
| 1980 | Campeonato Nacional Chinês                | Medalha de bronze |                   |                   |                  |                   |                      |                  |                  |
| 1981 | Jogos Universitários                      |                   |                   | Medalha de bronze |                  |                   |                      |                  |                  |
| 1981 | Campeonato Mundial de Ginástica Artística |                   | Medalha de bronze |                   |                  |                   |                      |                  |                  |
| 1982 | Jogos Asiáticos                           | Medalha de ouro   |                   |                   | Medalha de ouro  | Medalha de ouro   |                      | Medalha de prata |                  |
| 1982 | Campeonato Nacional Chinês                | Medalha de ouro   |                   |                   | Medalha de ouro  | Medalha de prata  | Medalha de ouro      |                  |                  |
| 1983 | Campeonato Mundial de Ginástica Artística |                   | Medalha de ouro   | Medalha de bronze |                  | Medalha de bronze | Medalha de prata     |                  |                  |
| 1983 | Campeonato Nacional Chinês                | Medalha de ouro   |                   |                   |                  |                   |                      |                  |                  |
| 1984 | Jogos Olímpicos                           | Medalha de bronze | Medalha de prata  | Medalha de ouro   | Medalha de ouro  | Medalha de ouro   |                      |                  |                  |
| 1985 | Campeonato Mundial de Ginástica Artística |                   | Medalha de prata  | Medalha de bronze | Medalha de prata | Medalha de ouro   |                      |                  |                  |
| 1986 | Jogos Asiáticos                           | Medalha de ouro   | Medalha de ouro   | Medalha de ouro   | Medalha de prata | Medalha de ouro   |                      |                  | Medalha de prata |
| 1987 | Campeonato Mundial de Ginástica Artística | Medalha de prata  |                   |                   |                  | Medalha de prata  |                      |                  |                  |
| 1987 | Campeonato Nacional Chinês                | Medalha de ouro   |                   | Medalha de prata  |                  |                   |                      |                  |                  |
| 1988 | Jogos Olímpicos                           | 50º               | 4º                |                   |                  |                   |                      |                  |                  |